# The Famous Flames
The Famous Flames — американская мужская вокальная группа, основанная Бобби Бёрдом в 1953 году.
Принята в Зал славы рок-н-ролла в 2012 году.

## Дискография
См. «The Famous Flames#Discography» в английском разделе.